# Meristacarus douhereti
Meristacarus douhereti är en kvalsterart som beskrevs av J. och P. Balogh 1983. Meristacarus douhereti ingår i släktet Meristacarus och familjen Lohmanniidae. Inga underarter finns listade i Catalogue of Life.